# Eishockeynationalmannschaft der DDR
Die Eishockeynationalmannschaft der DDR bestand von 1951 bis 1990. Größter Erfolg war der Gewinn der Bronzemedaille bei der Europameisterschaft 1966. 

## Geschichte

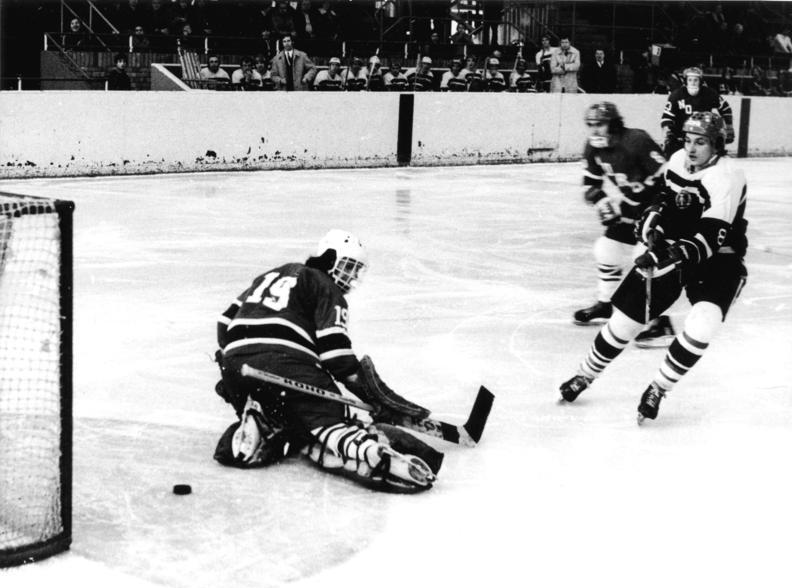
Spielszene beim Länderspiel gegen Norwegen 1974

Die Eishockeynationalmannschaft der DDR bestritt am 28. Januar 1951 in der Ost-Berliner Werner-Seelenbinder-Halle ihr erstes Länderspiel, das sie mit 3:8 gegen Polen verlor. Die größten Erfolge verbuchte die Mannschaft in ihren Anfangsjahren. Von 1957 bis 1968 spielte die DDR jeweils in der A-Weltmeisterschaft und gewann 1966 die Bronzemedaille bei der Europameisterschaft. Zudem nahm sie an den Olympischen Winterspielen 1968 in Grenoble teil, bei denen sie die Finalrunde erreichte. Dort verlor die Auswahl der DDR alle sieben Spiele und beendete diese somit auf dem letzten Platz hinter der Bundesrepublik Deutschland, gegen die sie im direkten Vergleich mit 2:4 verloren hatte. Nach der weitestgehenden Einstellung der Förderung des DDR-Eishockey durch den Leistungssportbeschluss stieg die Mannschaft 1970/71 freiwillig in die B-Gruppe ab. Trotzdem gelang 1973 der Wiederaufstieg in die A-Gruppe. Anschließend pendelte die DDR zwischen B- und A-WM, bis die Nationalmannschaft nach der Wiedervereinigung mit der Bundesrepublik Deutschland aufgelöst wurde.

## Trainer
- 1951 Wesselowsky[1]
- 1952–1957 Gerhard Kießling
- 1957–1970 Rudi Schmieder
- 1970–1976 Joachim Ziesche, Klaus Hirche
- 1976–1980 Günter Schischefski
- 1980–1989 Joachim Ziesche, Hartmut Nickel
- 1989–1990 Hartmut Nickel, Rüdiger Noack, Roland Herzig

## Platzierungen bei internationalen Turnieren

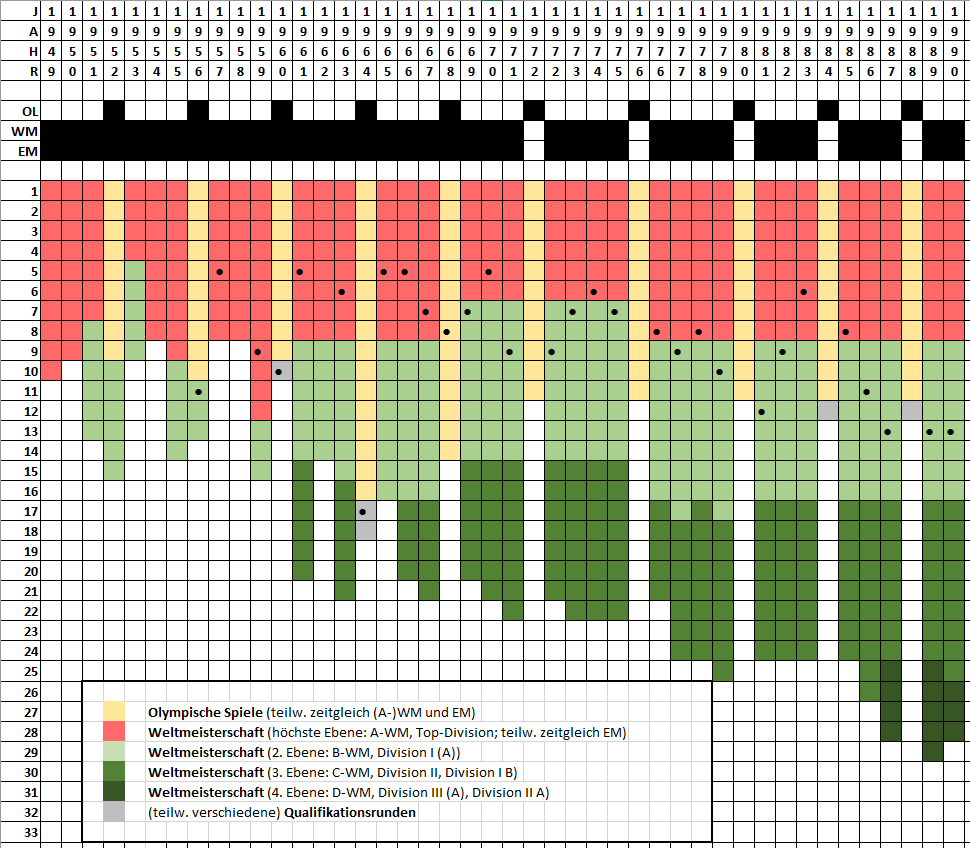
Platzierungen der Eishockeynationalmannschaft der DDR bei internationalen Turnieren

### Herren
| Jahr | Turnier  | Ort                           | Platzierung                                       |
| ---- | -------- | ----------------------------- | ------------------------------------------------- |
| 1956 | B-WM     | Ost-Berlin                    | B-WM: Platz 1                                     |
| 1957 | WM/EM    | Moskau                        | WM: Platz 5, EM: Platz 5                          |
| 1959 | WM/EM    | Prag                          | WM: Platz 9, EM: Platz 7                          |
| 1960 | OL       | Squaw Valley                  | Ausgeschieden in der innerdeutschen Qualifikation |
| 1961 | WM/EM    | Genf/Lausanne                 | WM: Platz 5, EM: Platz 4                          |
| 1963 | WM/EM    | Stockholm                     | WM: Platz 6, EM: Platz 4                          |
| 1964 | OL       | Innsbruck                     | Ausgeschieden in der innerdeutschen Qualifikation |
| 1965 | WM/EM    | Tampere                       | WM: Platz 5, EM: Platz 4                          |
| 1966 | WM/EM    | Ljubljana                     | WM: Platz 5, EM: Platz 3                          |
| 1967 | WM/EM    | Wien                          | WM: Platz 7, EM: Platz 5                          |
| 1968 | OL/WM/EM | Grenoble                      | OL/WM: Platz 8, EM: Platz 6                       |
| 1969 | B-WM     | Ljubljana                     | B-WM: Platz 1                                     |
| 1970 | WM/EM    | Stockholm                     | WM: Platz 5, EM: Platz 5                          |
| 1971 | B-WM     | Bern, Genf unter anderem      | B-WM: Platz 3                                     |
| 1972 | B-WM     | Bukarest                      | B-WM: Platz 3                                     |
| 1973 | B-WM     | Graz                          | B-WM: Platz 1, EM: Platz 7                        |
| 1974 | WM/EM    | Helsinki                      | WM: Platz 6, EM: Platz 6                          |
| 1975 | B-WM/EM  | Sapporo                       | B-WM: Platz 1, EM: Platz 6                        |
| 1976 | WM/EM    | Katowice                      | WM: Platz 8, EM: Platz 7                          |
| 1977 | B-WM     | Tokio                         | B-WM: Platz 1                                     |
| 1978 | WM/EM    | Prag                          | WM: Platz 8, EM: Platz 6                          |
| 1979 | B-WM     | Galați                        | B-WM: Platz 2                                     |
| 1981 | B-WM     | Gröden                        | B-WM: Platz 4                                     |
| 1982 | B-WM     | Klagenfurt                    | B-WM: Platz 1, EM: Platz 7                        |
| 1983 | WM/EM    | Dortmund, Düsseldorf, München | WM: Platz 6, EM: Platz 5                          |
| 1985 | WM/EM    | Prag                          | WM: Platz 8, EM: Platz 6                          |
| 1986 | B-WM     | Eindhoven                     | B-WM: Platz 3                                     |
| 1987 | B-WM     | Canazei                       | B-WM: Platz 5                                     |
| 1989 | B-WM     | Oslo, Lillehammer             | B-WM: Platz 5                                     |
| 1990 | B-WM     | Lyon, Megève                  | B-WM: Platz 5                                     |

### WM-Mannschaft 1961
| Tor: Peter Kolbe, Klaus Hirche |
| Verteidigung: Manfred Buder, Heinz Schildan, Heinz Kuczera |
| Sturm: Bernd Poindl, Joachim Franke, Erich Novy, Joachim Ziesche, Dieter Kraatzsch, Gerhard Klügel, Harald Grimm, Bernd Hiller, Karl Szengel, Horst Heinze, Günter Heinicke |
| Trainer: Rudi Schmieder |

### Medaillenteam 1966
| Tor: Peter Kolbe (Crimmitschau), Klaus Hirche (Weißwasser) |
| Verteidigung: Wolfgang Plotka (Berlin), Manfred Buder, Dieter Voigt, Heinz Schildan (Weißwasser) |
| Sturm: Bernd Karrenbauer (Rostock/Berlin), Bernd Poindl, Rüdiger Noack, Reiner Tudyka, Joachim Franke, Helmut und Erich Novy (alle Weißwasser), Joachim Ziesche (Berlin), Lothar Fuchs (Erfurt/Crimmitschau), Dieter Kraatzsch, Erhard Braun (beide Crimmitschau) |
| Trainer: Rudi Schmieder (Berlin/Crimmitschau), Hugo Döbler (Leipzig) |

### Weltmeisterschaft 1978
| Tor:          | #19 Wolfgang Kraske, #20 Roland Herzig |
| Verteidigung: | #1 Klaus-Rüdiger Schröder, #2 Dieter Simon, #3 Joachim Lempio, #5 Dieter Frenzel, #6 Frank Braun, # 17 Dietmar Peters |
| Angriff:      | #4 Reinhardt Fengler, #7 Jürgen Franke, #8 Frank Proske, #9 Rainer Patschinski, #10 Joachim Stasche, #11 Eckhard Scholz, #12 Friedhelm Bögelsack, #13 Wolfgang Unterdörfel, #14 Roland Peters, #15 Peter Slapke, #16 Rolf Bielas, #18 Gerhard Müller |
| Trainer:      | Günter Schischefski |

### B-Weltmeisterschaft 1981
| Tor:          | Uwe Hoffmann, René Bielke |
| Verteidigung: | Reinhardt Fengler, Klaus-Rüdiger Schröder, Joachim Lempio, Dietmar Peters, Dieter Frenzel, Detlef Mark, Andreas Heinrich                                     |
| Angriff:      | Jürgen Breitschuh, Gerhard Müller , Friedhelm Bögelsack, Jürgen Franke, Rolf Bielas, Roland Peters, Frank Proske, Detlef Radant, Harald Kuhnke, Thomas Graul |
| Trainer:      | Joachim Ziesche |

### Weltmeisterschaft 1983
| Tor:          | #1 René Bielke, #20 Ingolf Spantig |
| Verteidigung: | #2 Frank Braun, #3 Joachim Lempio, #4 Reinhardt Fengler, #5 Dieter Frenzel , #6 Klaus-Rüdiger Schröder, #10 Dieter Simon, #17 Dietmar Peters, #21 Andreas Ludwig                                                                       |
| Angriff:      | #7 Detlef Radant, #8 Friedhelm Bögelsack, #9 Thomas Graul, #11 Roland Peters, #12 Frank Proske, #13 Stefan Steinbock, #14 Fred Bartell, #15 Dieter Kinzel, #16 Harald Kuhnke, #18 Gerhard Müller, #19 Eckhard Scholz, #22 Guido Hiller |
| Trainer:      | Joachim Ziesche |

### Weltmeisterschaft 1985
| Tor:          | René Bielke, Egon Schmeißer |
| Verteidigung: | Joachim Lempio, Reinhardt Fengler, Dieter Frenzel , Uwe Geisert, Gerd Vogel, Dietmar Peters, Eckhard Scholz, Detlef Mark                                                             |
| Angriff:      | Friedhelm Bögelsack, Roland Peters, Thomas Graul, Detlef Radant, Harald Kuhnke, Frank Proske, Ralf Hantschke, Andreas Ludwig, Andreas Gebauer, Mario Naster, Rolf Nitz, Harald Bölke |
| Trainer:      | Joachim Ziesche |

### B-Weltmeisterschaft 1986
| Tor:          | René Bielke, Egon Schmeißer |
| Verteidigung: | Joachim Lempio, Detlef Mark, Dietmar Peters, Reinhardt Fengler, Dieter Frenzel , Torsten Deutscher, Jochen Hördler, Gerd Vogel                                              |
| Angriff:      | Ralf Hantschke, Roland Peters, Andreas Gebauer, Stefan Steinbock, Thomas Graul, Guido Hiller, Friedhelm Bögelsack, Detlef Radant, Harald Kuhnke, Harald Bölke, Frank Proske |
| Trainer:      | Joachim Ziesche |

### B-Weltmeisterschaft 1990
Torhüterstatistik: Rene Bielke: Gegentorschnitt: 2.72, Fangquote: 90,4 %
| Trainer: Hartmut Nickel, Rudiger Noack, Roland Herzig                |
| Mannschaftsarzt: Langer, Masseur: Dewitz, Mannschaftsleiter: Ortmann |

## Rekordnationalspieler
Rekordnationalspieler der DDR ist Dietmar Peters vom SC Dynamo Berlin mit insgesamt 315 Einsätzen. Dahinter folgt sein ehemaliger Teamkollege Dieter Frenzel (296), dessen leistungssportliche Karriere das Ende der DDR überdauerte und der im November 1989 als erster DDR-Spieler zu einem bundesdeutschen Verein wechselte. Dritter der Rangliste ist mit Roland Peters (279) ebenfalls ein ehemaliger Spieler des SC Dynamo, der gleichzeitig der Bruder des Rekordhalters ist. Mit dem langjährigen Auswahl-Kapitän und Führungsspieler Joachim Ziesche ist das ostdeutsche Eishockey auch in der IIHF-Hall of Fame vertreten.

## Junioren-Nationalmannschaften
Die U19-Nationalmannschaft belegte bei der inoffiziellen Europameisterschaft 1967 den fünften Rang. Für die erste offizielle U19-EM 1968 qualifizierte sich die DDR mit zwei Siegen gegen die Schweiz, beendete das Turnier auf dem sechsten und letzten Platz. Auf die B-EM 1969 verzichtete man. Nach dem Leistungssportbeschluss gab es noch vereinzelte Teilnahmen der U19 an Turnieren im Ostblock, nicht aber an den Europa- und später Weltmeisterschaften.
Erst 1990 nahm eine DDR-Mannschaft an der U18-Europameisterschaft teil. In der C-Gruppe war man den restlichen drei Teilnehmern weit überlegen und erreichte den Aufstieg in die B-Gruppe – welcher aufgrund der Wiedervereinigung nicht mehr wahrgenommen wurde.  